# Война за Глогувское наследство
Война за Глогувское наследство (нем. Glogauer Erbfolgestreit, нем. Glogauer Erbfolgestreit) — длившаяся с 1476 по 1479 г. борьба за Глогувское княжество после смерти Генрика XI. Хотя с 1331 г. княжество Глогув временами находилось в прямом подчинении Богемской короны, из-за борьбы за её престол между чешским королем Владиславом II и антикоролем Матьашом Корвином решения вопроса о наследовании был затруднён.

## История
19 августа 1476 года скончался последний представитель прямой линии Глогувских Силезских Пястов Генрик XI. После смерти своего отца Генрика IX в 1467 г. он получил княжескую часть Глогува, а также выделенные Кросненское и Фрейштадтское княжества. Кроме того, он получил королевскую часть от богемского антикороля Матьяша Корвина, завоевавшего Силезию в том же году. Однако с 1384 г. эта доля была унаследована в качестве залога княжеством Тешин, а после смерти князя Владислава в 1460 г. перешла в качестве приданого его вдове Маргарете Цельской, правившей там в качестве регента.
По завещанию Генрика XI его имущество переходило к 12-летней вдове Барбаре Бранденбургской. Тем не менее претензии предъявлял и двоюродный брат покойного и жаганьский князь Ян II, чьи претензии были весьма расплывчаты из-за отказа его отца Яна I от Глогува.
Сразу после смерти Генрика XI отец Барбары и курфюрст Бранденбурга Альбрехт III оккупировал княжество Глогув вместе со своим сыном Иоганном Цицероном. Матиаш Корвин, который хотел захватить Глогув с целью передать своему внебрачному сыну Яношу, в итоге потребовал княжество как выморочное имущество. В конце концов он поддержал Яна II.
Воевавший с Корвином чешский король Владислав II женился на Барбаре 19 августа 1476 г. Поскольку свадьба состоялась без его личного присутствия, князь Зембицкий Йиндржих I как королевский прокурор провёл брак по доверенности. Матиаш расценил эту процедуру как незаконное вмешательство Богемии во внутренние дела Силезии. Поэтому он предоставил Яну II армию, с которой тот завоевал всё княжество к ноябрю 1476 г. за исключением Кросненского княжества. В 1477 г. Ян II продвинулся к Франкфурту-на-Одере, а затем к Берлину, но в октябре 1478 г. потерпел поражение при Кроссене от Иоганна Цицерона.
В результате Оломоуцкого договора от 21 июля 1479 г. была закончена чешско-венгерская война. Владислав II отказался от своего брака, в том же году в Фюрстенберге в Нижней Лужице было достигнуто соглашение о возможном разделе Глогува, но Ян II не желал отказываться от своих претензий.
Спор о княжестве был прекращен только подписанным в Каменце 20 октября 1482 г. соглашением, по которому:
- Иоганн II получил большую часть герцогства Глогува, но только на свою оставшуюся жизнь. Корвину пришлось пообещать оммаж этим областям, 22 октября 1482 г. он подтвердил привилегии города Глогув. После его смерти его владения перешли к Яношу.
- Барбара фон Бранденбург получила Кросненское княжество как приданное, за что должна была дать оммаж Корвину и которое должно было перейти к Гогенцоллернам после её смерти. Она также получила Боберсберг, Цюлихау и Зоммерфельд. Другие её претензии были урегулированы выплатой 50 тыс. гульденов, которые ушли её родственникам на погашения их затрат в ходе войны.

Спор о престолонаследии также привел к спорам о королевской доле Глогау, которая была незаконно передана князю Генриху XI Матиашом в 1469 г., хотя регентство в этой части с 1460 года принадлежало Маргарете Цельской. Чтобы защитить свои права, территория была оккупирована в 1478 г. князем Казимиром II Цешинским. Затем Корвин и герцог Казимир II договорились, что последний уступит эту часть княжества в обмен на Козленское княжество и 2 тыс. гульденов. Однако передачи княжества не произошло, а Ян II отнял у него удерживаемую королевскую часть Глогау в 1480 г. Вскоре после этого Маргарет Цельская умерла в Гурау, куда бежала.
В конце концов Матиаш передал королевскую часть Глогау в качестве феодального владения Яну II при условии, что в случае его смерти она вернется к короне Богемии без наследников мужского пола. Желание Яна передать Глогувское княжество во владением трём своим зятьям привело к войне с Венгрией и отказу от его претензий на территорию за уплату 20 тыс. гульденов.